# Lelystad Centrum vasútállomás
Lelystad Centrum vasútállomás vasútállomás Hollandiában, Lelystad városában.

## Vasútvonalak
Az állomást az alábbi vasútvonalak érintik:
- Weesp–Lelystad-vasútvonal
- Lelystad–Zwolle-vasútvonal

## Kapcsolódó állomások
A vasútállomáshoz az alábbi állomások vannak a legközelebb:
- Almere Oostvaarders vasútállomás (Weesp vasútállomás, Weesp–Lelystad-vasútvonal)
- Dronten vasútállomás (Zwolle vasútállomás, Lelystad–Zwolle-vasútvonal)